# Estação-tumulus de Aljezur
A Estação-tumulus de Aljezur foi um sítio arqueológico na vila de Aljezur, na região do Algarve, em Portugal. O nome foi colocado pelo investigador Estácio da Veiga, que fez escavações no local nos finais do Século XIX.

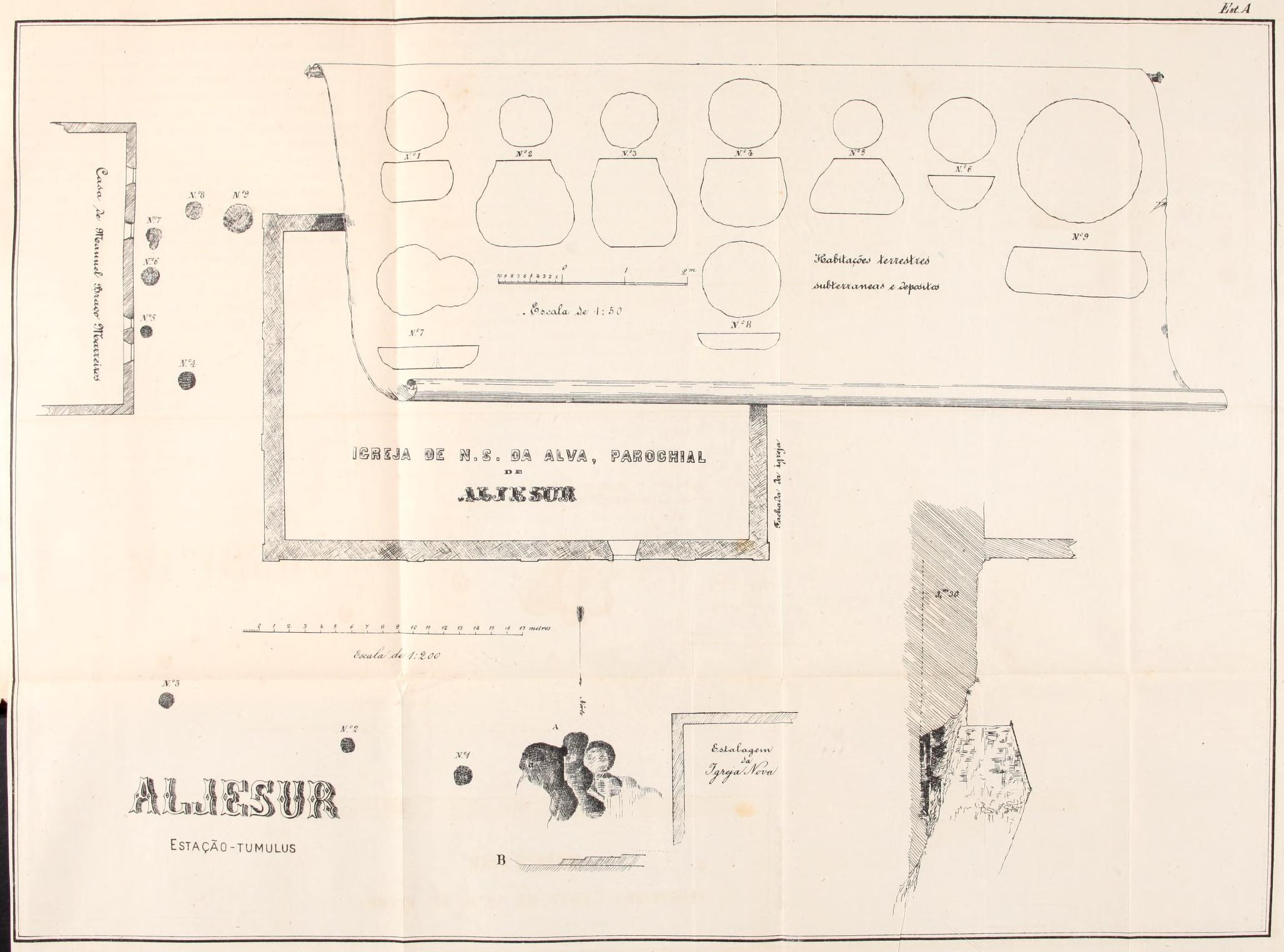
Diagrama da necrópole e de outros vestígios antigos junto à igreja de Aljezur, escavados por Estácio da Veiga. A letra A corresponde ao hipogeu, cujo corte lateral está indicado no B, e o a indica o local onde foi encontrado um conjunto de machados em xisto. Os números 1 a 9 são covas abertas no solo, que Estácio da Veiga interpretou como depósitos ou habitações antigas.

## Descrição e história
Os vestígios arqueológicos situavam-se junto à Igreja Matriz, no interior da vila de Aljezur. O principal elemento era uma necrópole, onde foram descobertos os restos ósseos de pelo menos trinta pessoas. Este monumento funerário consistia uma gruta artificial que tinha sido escavada na rocha, de planta irregular, e que era composto por seis semiciclos organizados em planos escalonados, sendo provavelmente exemplar único em território nacional. As cordas das curvas tinham dimensões variáveis, desde 1,70 m a 2,30 m, tal como as perpendiculares, que tinham entre 1,05 m e 1,30 m. As câmaras foram dispostas em plataformas horizontais de larguras e altitudes diferentes, gerando uma espécie de escada. Não foram descobertos quaisquer vestígios da galeria de entrada nem da cobertura em mamoa, o que pode ser explicado pelas obras de nivelamento dos terrenos que foram feitas por ordem do Bispo do Algarve, Francisco Gomes do Avelar, para construir a igreja e os novos bairros para os habitantes de Aljezur. Com efeito, o edifício da Estalagem da Igreja Nova foi construído sobre parte do antigo túmulo. Durante os trabalhos foram invadidos os planos mais à superfície da necrópole, enquanto que os mais profundos foram simplesmente entulhados, motivo pelo qual foi nesta camada que se encontrou a maior parte do espólio.
Durante as escavações foram descobertos os restos osteológicos de mais de trinta humanos, estando os corpos dobrados pela articulação dos fémures, de forma a encostar a cabeça aos joelhos, posição corporal muito comum entre os cadáveres descobertos nos dólmenes e outros monumentos funerários dos finais do neolítico. Alguns destes vestígios ósseos foram destruídos pelos operários durante as escavações iniciais por José da Costa Serrão, incluindo incluindo cinco crâneos, que foram descritos como «muito compridos e descahidos para traz», o que Estácio da Veiga interpretou como um vestígio de dolicocefalia. Também foram encontrados alguns vestígios de animais, destacando-se os fósseis de dentes de uma espécie extinta de tubarão, provavelmente Carcharodon megalodon, semelhantes aos encontrados na caverna da Sinceira, em Aljezur, e que poderiam ter sido aproveitados como ferramentas pelos habitantes pré-históricos. Com efeito, os dentes tinham perdido quase totalmente o revestimento do esmalte e a fina denticulação, tendo nalguns sido escavados dois entalhes laterais, podendo ter sido utilizadas como serras para cortar ossos, ou como polidores.  Estes dentes, devido à forma e dureza natural, eram consideradas como excelentes ferramentas, tendo Estácio da Veiga feito com sucesso uma experiência numa lâmina de mármore. Estácio da Veiga avançou a teoria que a sua presença num contexto tumular, igualmente constatada no dolmen da Nora, em Aljezur, poderia estar igualmente associada a uma função devocional, uma vez que este tipo de peças eram por vezes venerada pelos indivíduos como defesa sobrenatural contra doenças. O espólio em sílex inclui algumas pontas de flecha e uma de lança, várias facas e serras, e dois núcleos de cristal de rocha. Os materiais em xisto eram compostos por machados polidos em anfibolito, três esboços preparados para machados, dois percutores, e uma placa com gravuras. Foram igualmente descobertos um desgastador em grés vermelho, várias cabeças de alfinetes de osso, e vários fragmentos de louça.
Além da necrópole em si, também foram descobertas nove covas escavadas no solo a curta distância da igreja matriz, que foram igualmente atingidas pelas obras de terraplanagem. Estas estruturas eram geralmente identificadas pelas populações como antigos celeiros, mas Estácio da Veiga avançou a teoria que originalmente poderiam ter sido utilizados como habitações. Tinham uma profundidade muito variável, algumas tendo apenas poucos centímetros, enquanto que as outras alcançavam 1,5 a 7 metros, sendo estas últimas semelhantes às covas encontradas por Estácio da Veiga em Silves.
Segundo Estácio da Veiga, os vestígios do túmulo foram encontrados em 1881 pelo administrador do concelho de Aljezur, José da Costa Serrão, quando estava a extrair materiais para uma outra obra, no espaço contíguo à igreja. Durante o processo, reparou que algumas pedras sobressaíam em relação ao nível do terreno, pelo que ordenou a sua remoção, no sentido de deixar o local nivelado. Descobriu assim que estas pedras faziam parte de uma estrutura subterrânea, que continha os esqueletos de vários indivíduos, além de diversos utensílios em pedra e outras peças, que enviou para Estácio da Veiga. Este dirigiu-se em seguida para o local, após ter pedido autorização ao governo, e iniciou escavações nos terrenos em redor da igreja, com a colaboração do padre António José Nunes da Glória. Assim, foi removido o entulho que tinha sido colocado por ordem de Costa Serrão, no sentido de proteger os vestígios. Este entulho foi depois alvo de uma escolha por parte de um grupo de mulheres, de forma a garantir que não se perderiam quaisquer peças antigas. Os vestígios das estruturas foram muito provavelmente destruídos após as escavações.
Em 2011 foram descoberto um outro monumento funerário pré-histórico na zona da Barrada, a pouca distância da igreja de Aljezur, e que apresentava algumas semelhanças com a necrópole escavada por Estácio da Veiga, nomeadamente o Hipogeu I, formado por uma antecâmara e uma câmara funerária com planta irregular.